# Clinopodium albanicum
Clinopodium albanicum — вид квіткових рослин з родини глухокропивових (Lamiaceae).

## Біоморфологічна характеристика
Багаторічна рослина. Стебла заввишки до 40–50 см, прямовисні, що піднімаються від основи, у верхній частині розгалужені, тупокутні, дуже густі, коротко загнуті волоски, часто із залозистим запушенням. Листки від яйцюватої до подовженої форми, (10)13–25(38) мм завдовжки, (5)7–10(17) мм завширшки, тупі, плавно клиноподібні біля основи, ніжка 4–9 мм завдовжки, цілокраї чи неглибоко зубчасті з 1–4 зубці з кожного боку, з обох боків коротко запушені волосками, залози з короткими ніжками та залозисто-точкові. Суцвіття багатоквіткові й кінцеві. Приквітки лінійно-шилоподібні. Чашечка (2)2.2–2.8 мм завдовжки, зворотно-конусоподібна, з 13 чітко вираженими жилками, запушені, з залозами, густо ворсинчасті на горлі, зубці чашечки 0.3–0.7 мм, трикутної форми. Віночок 6–6.5 мм завдовжки, білуватий або білувато-фіолетовий, зовні запушений, двогубий, верхня губа цілокрая або неглибоко роздвоєна, нижня губа трилопатева. Горішки тупі, 1.1–1.2 мм завдовжки, жовтувато-коричневі

## Поширення
Ареал: Косово, Албанія, Македонія.